# لاين جونستون
لاين جونستون (بالإنجليزية: Iain Johnstone)‏ هو كاتب وناقد سينمائي بريطاني، ولد في 1943 في ريدنغ في المملكة المتحدة.

## وصلات خارجية
- لاين جونستون على موقع IMDb (الإنجليزية)
- لاين جونستون على موقع ميتاكريتيك (الإنجليزية)
- لاين جونستون على موقع قاعدة بيانات الفيلم (الإنجليزية)